# 宋协周
宋协周（1927年—），字旷放，笔名宁岛，男，山东莱阳人，中国诗人，曾任中国作家协会山东分会副主席。